# Musca (gènere)
|  | No s'ha de confondre amb Mosca (constel·lació). |

Musca és un gènere de dípters braquícers de la família Muscidae que inclou a la mosca domèstica, que acompanya a l'ésser humà allí on va.

## Llista d'espècies (incompleta)
El gènere Musca inclou 666 espècies, entre les quals destaquen:
- Musca albina Wiedemann, 1830
- Musca amita Hennig, 1964
- Musca autumnalis De Geer, 1776
- Musca biseta Hough, 1898
- Musca calleva Walker, 1849
- Musca crassirostris Stein, 1903
- Musca domestica Linnaeus, 1758
- Musca larvipara Porchinskiy, 1910
- Musca lucidula (Loew, 1856)
- Musca osiris Wiedemann, 1830
- Musca sorbens Wiedemann, 1830
- Musca tempestiva Fallén, 1817
- Musca vitripennis Meigen, 1826

## Galeria

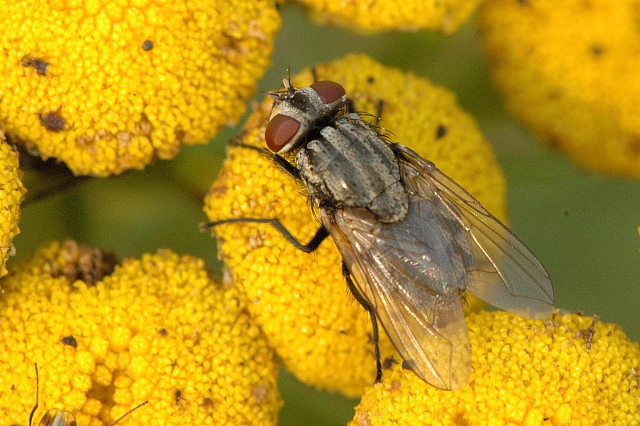
M. autumnalis, femella
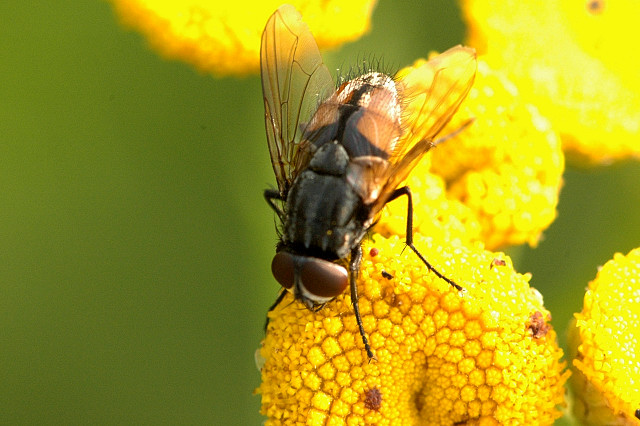
M. autumnalis, mascle
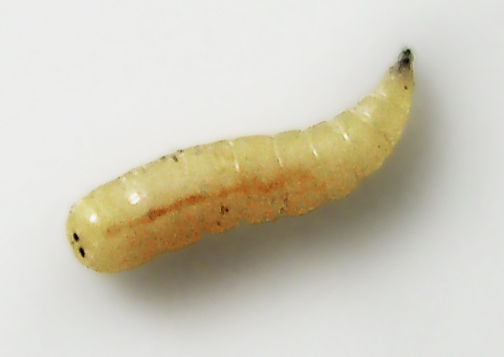
M. domestica, larva
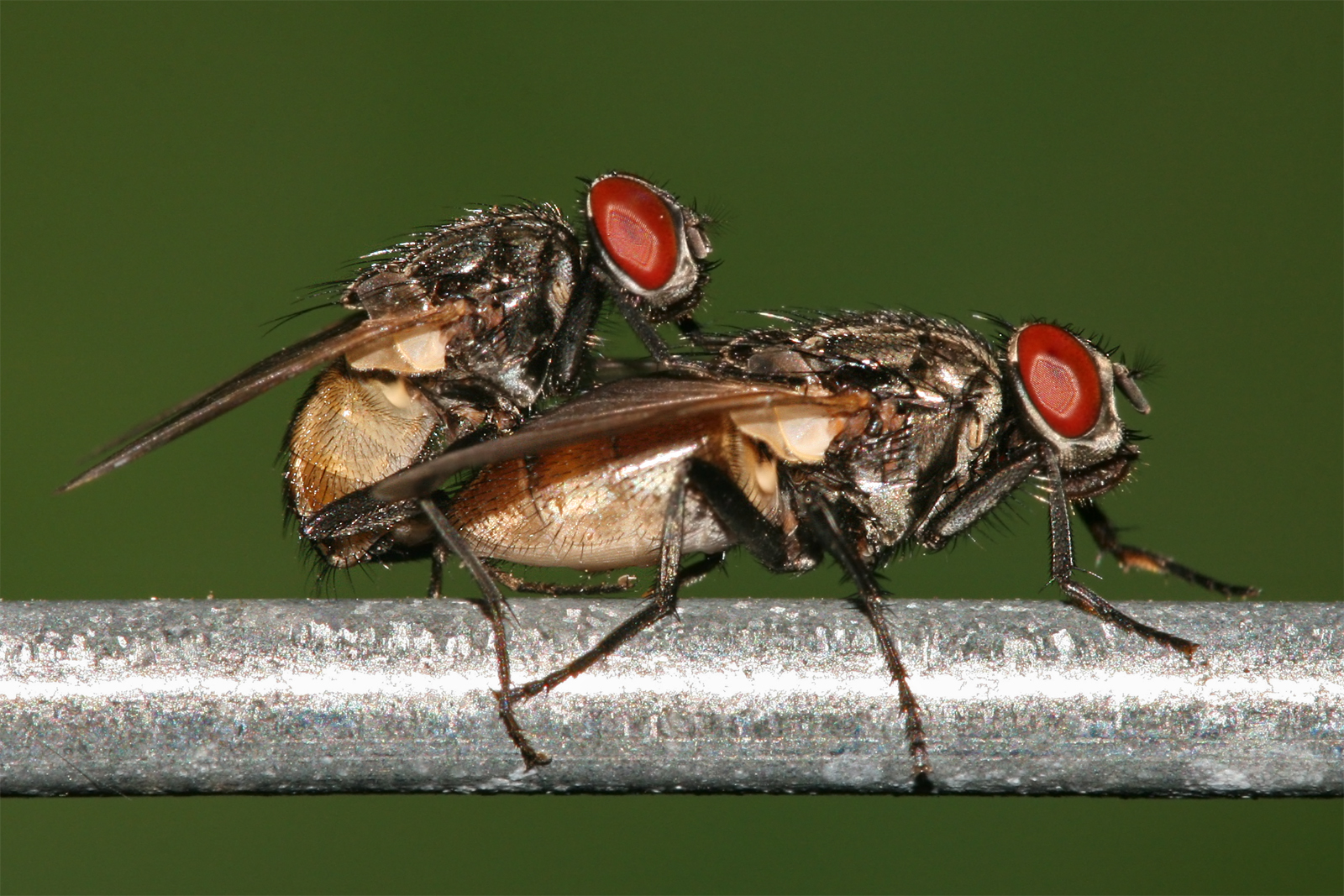
M. domestica, copulant